# Challenge Desgrange-Colombo 1952
De Challenge Desgrange-Colombo 1952 was de vijfde editie van dit regelmatigheidsklassement.
Voor het eerst veranderde er niets in de competitie: zowel het aantal koersen als de puntentelling bleef gelijk. Er waren elf koersen die meetelden voor de Challenge Desgrange-Colombo: vier in België, drie in Frankrijk en Italië en één in Zwitserland. Renners moesten in elk van de organiserende landen (Frankrijk, Italië en België) aan minimaal één wedstrijd hebben meegedaan om in aanmerking te komen voor het eindklassement. Deelname aan de Ronde van Zwitserland was hiervoor niet verplicht.
Eindwinnaar was Ferdi Kübler, die ook al in 1950 het eindklassement op zijn naam had geschreven. Hij bleef Fausto Coppi, die zowel de Giro als de Tour had gewonnen, zestien punten voor. Het landenklassement werd voor de vierde maal gewonnen door Italië.

## Wedstrijden
| Datum           | Koers                        | Winnaar             |
| --------------- | ---------------------------- | ------------------- |
| 19 maart        | Milaan-San Remo (1952)       | Loretto Petrucci    |
| 6 april         | Ronde van Vlaanderen (1952)  | Roger Decock        |
| 13 april        | Parijs-Roubaix (1952)        | Rik Van Steenbergen |
| 27 april        | Parijs-Brussel (1952)        | Briek Schotte       |
| 10 mei          | Waalse Pijl (1952)           | Ferdi Kübler        |
| 11 mei          | Luik-Bastenaken-Luik (1952)  | Ferdi Kübler        |
| 18 mei–8 juni   | Ronde van Italië (1952)      | Fausto Coppi        |
| 14 juni–21 juni | Ronde van Zwitserland (1952) | Pasquale Fornara    |
| 25 juni–19 juli | Ronde van Frankrijk (1952)   | Fausto Coppi        |
| 5 oktober       | Parijs-Tours (1952)          | Raymond Guégan      |
| 26 oktober      | Ronde van Lombardije (1952)  | Giuseppe Minardi    |

## Puntenverdeling
| Wedstrijd                      | 1e | 2e | 3e | 4e | 5e | 6e | 7e | 8e | 9e | 10e | 11e | 12e | 13e | 14e | 15e |
| ------------------------------ | -- | -- | -- | -- | -- | -- | -- | -- | -- | --- | --- | --- | --- | --- | --- |
| Rondes van Italië en Frankrijk | 40 | 34 | 30 | 26 | 22 | 20 | 18 | 16 | 14 | 12  | 10  | 8   | 6   | 4   | 2   |
| Overige wedstrijden            | 20 | 17 | 15 | 13 | 11 | 10 | 9  | 8  | 7  | 6   | 5   | 4   | 3   | 2   | 1   |

## Eindklassementen

### Individueel
| Plek | Renner           | Punten |
| ---- | ---------------- | ------ |
| 1    | Ferdi Kübler     | 113    |
| 2    | Fausto Coppi     | 97     |
| 3    | Stan Ockers      | 72     |
| 4    | Briek Schotte    | 53     |
| 5    | Jean Robic       | 51     |
| 6    | Louison Bobet    | 50     |
| 7    | Loretto Petrucci | 44     |
| 8    | Alex Close       | 32     |
| 9    | Raymond Impanis  | 32     |
| 9    | Désiré Keteleer  | 32     |

### Landen
Voor het landenklassement telden de punten van de beste vijf renners per koers mee.
| Plek | Land        | Punten |
| ---- | ----------- | ------ |
| 1    | Italië      | 493    |
| 2    | België      | 410    |
| 3    | Frankrijk   | 349    |
| 4    | Zwitserland | 179    |
| 5    | Spanje      | 42     |
| 6    | Nederland   | 28     |
| 7    | Luxemburg   | 12     |

1948 · 1949 · 1950 · 1951 · 1952 · 1953 · 1954 · 1955 · 1956 · 1957 · 1958